# Heusden Koers 2014
De 66e editie van de Belgische wielerwedstrijd Heusden Koers werd verreden op 12 augustus 2014. De start en finish vonden plaats in Heusden. De winnaar was Dries De Bondt, gevolgd door Matthias Van Holderbeke en Wouter Mol.

## Uitslag
| Heusden Koers 2014 |                         |                               |          |
| Plaats             | Naam                    | Ploeg                         | Tijd     |
| Winnaar            | Dries De Bondt          | Josan-To Win                  | 3u45'46" |
| 2                  | Matthias Van Holderbeke | Cibel                         | + 6"     |
| 3                  | Wouter Mol              | Veranclassic-Doltcini         | z.t.     |
| 4                  | Mark McNally            | An Post-Chainreaction         | z.t.     |
| 5                  | Louis Vervaeke          | Belgian Cycling Talents       | z.t.     |
| 6                  | Kevin Peeters           | Vastgoedservice-Golden Palace | + 21"    |
| 7                  | Kenny Dehaes            | Lotto-Belisol                 | z.t.     |
| 8                  | Aaron Gate              | An Post-Chainreaction         | z.t.     |
| 9                  | Nicolas Vereecken       | Verandas Willems              | z.t.     |
| 10                 | Geert van der Weijst    | Cyclingteam Jo Piels          | z.t.     |

1929 · 1930-1935 · 1936 · 1937 · 1938 · 1939 · 1952 · 1953 · 1954 · 1955 · 1956 · 1957 · 1958 · 1959 · 1960 · 1961 · 1962 · 1963 · 1964 · 1965 · 1966 · 1967 · 1968 · 1969 · 1970 · 1971 · 1972 · 1973 · 1974 · 1975 · 1976 · 1977 · 1978 · 1979 · 1980 · 1981 · 1982 · 1983 · 1984 · 1985 · 1986 · 1987 · 1988 · 1989 · 1990 · 1991 · 1992 · 1993 · 1994 · 1995 · 1996 · 1997 · 1998 · 1999 · 2000 · 2001 · 2002 · 2003 · 2004 · 2005 · 2006 · 2007 · 2008 · 2009 · 2010 · 2011 · 2012 · 2013 · 2014 · 2015 · 2016 · 2017 · 2018 · 2019 · 2020 · 2021 · 2022 · 2023